# Obchody 600-lecia bitwy pod Grunwaldem

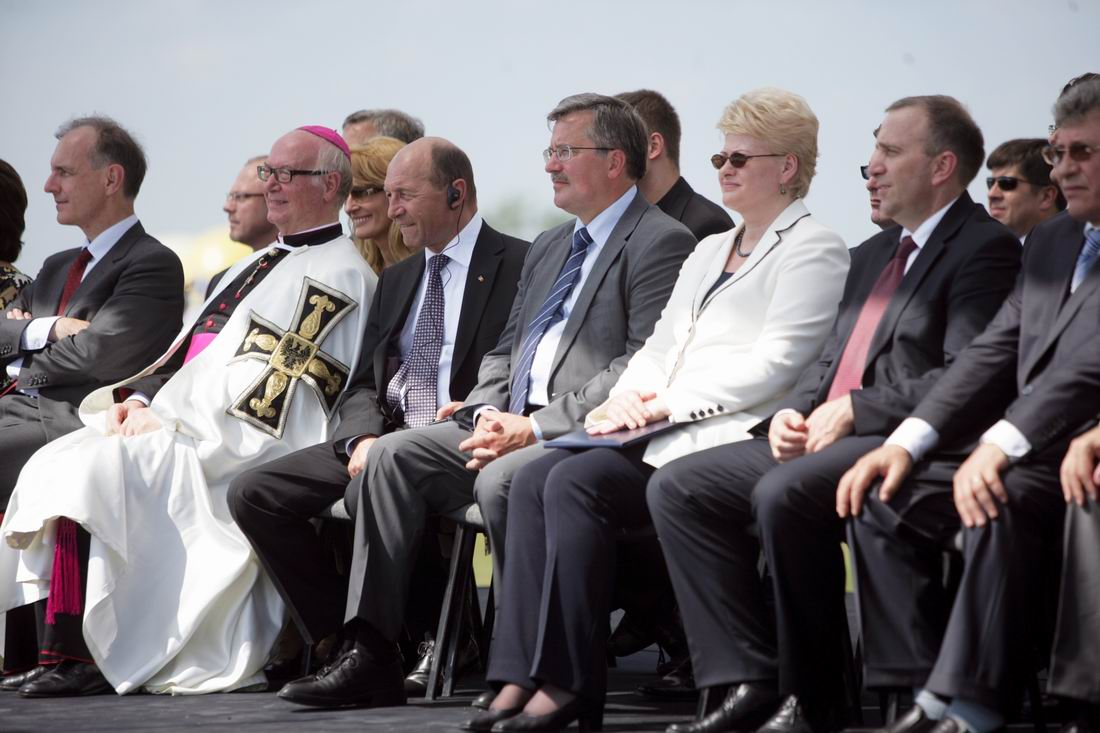
Obchody 600-lecia bitwy grunwaldzkiej. Od lewej Bogdan Klich, Bruno Platter, Traian Băsescu, Bronisław Komorowski, Dalia Grybauskaitė, Grzegorz Schetyna. 17 lipca 2010

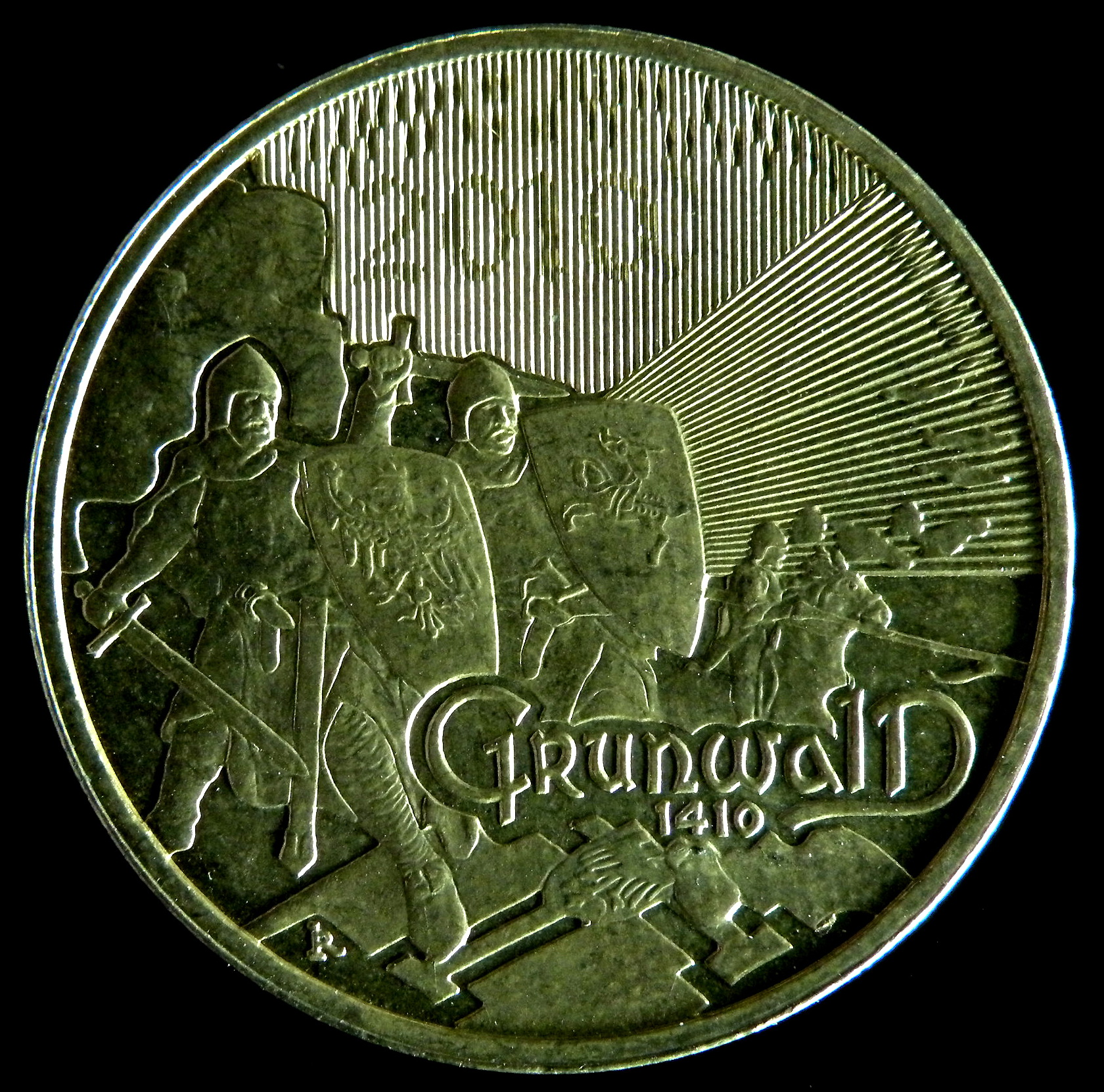
Moneta okolicznościowa 2 złote wyemitowana przez Narodowy Bank Polski ze stopu Nordic gold z okazji 600-lecia bitwy

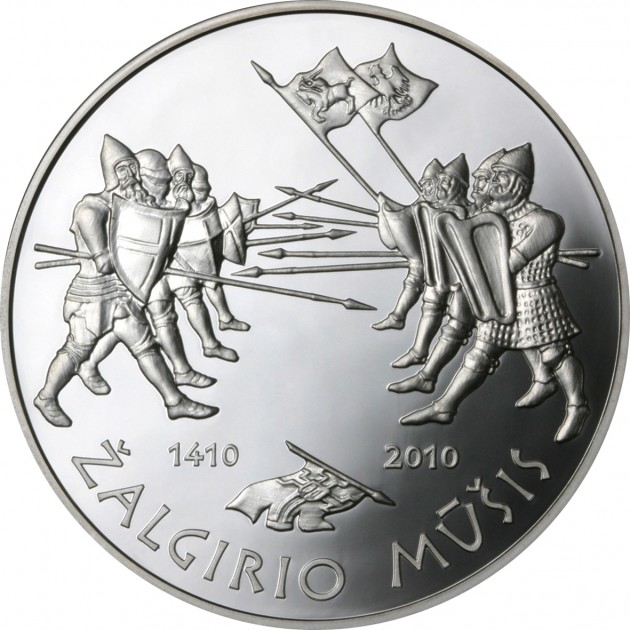
Srebrna okolicznościowa moneta litewska wyemitowana z okazji 600-lecia bitwy

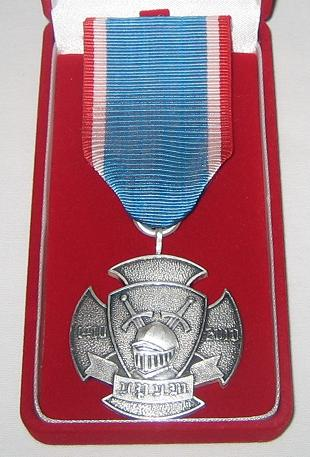
Pamiątkowy Krzyż 600-lecia Bitwy pod Grunwaldem

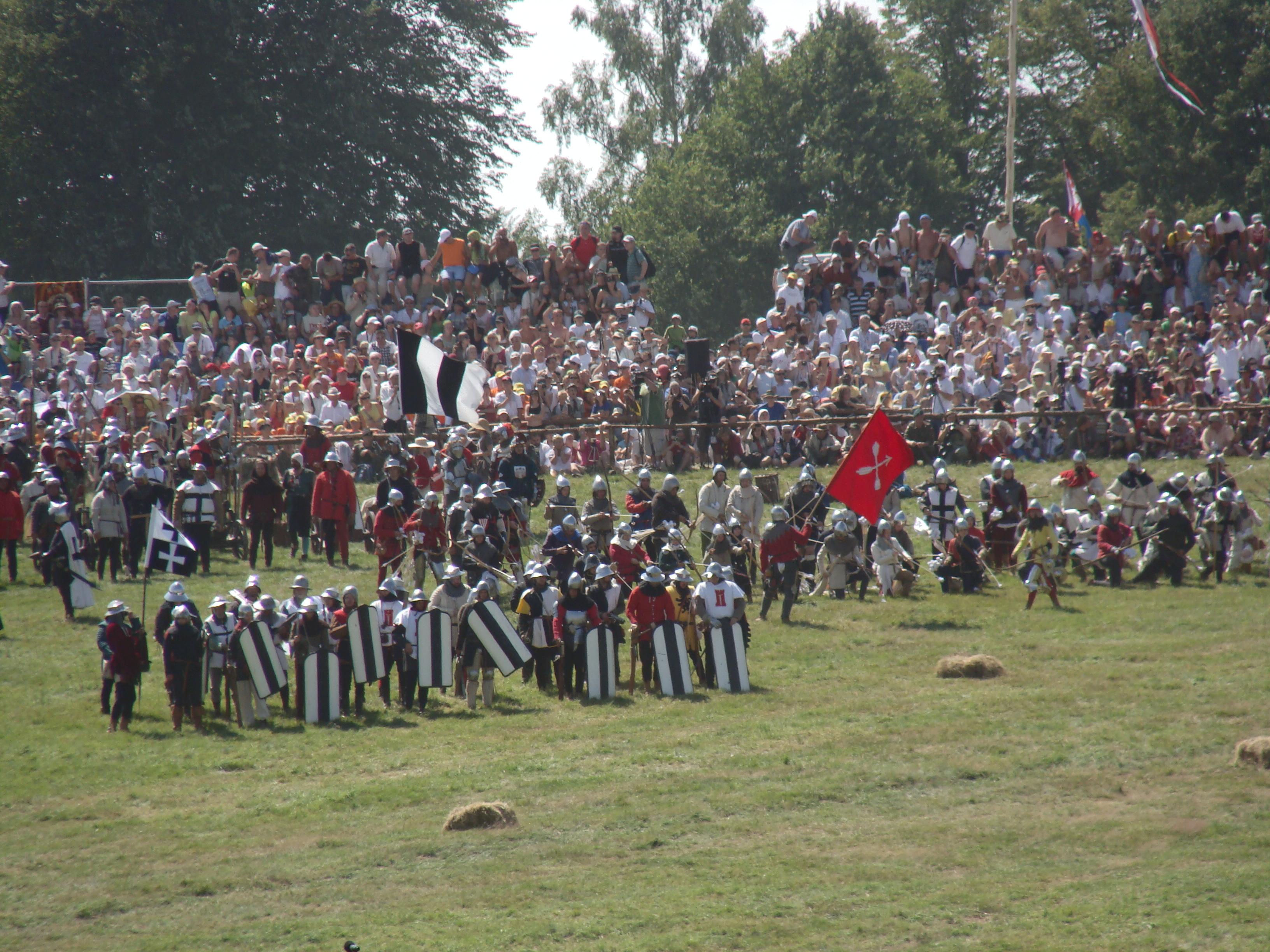
Rekonstrukcja historyczna bitwy. 17 lipca 2010

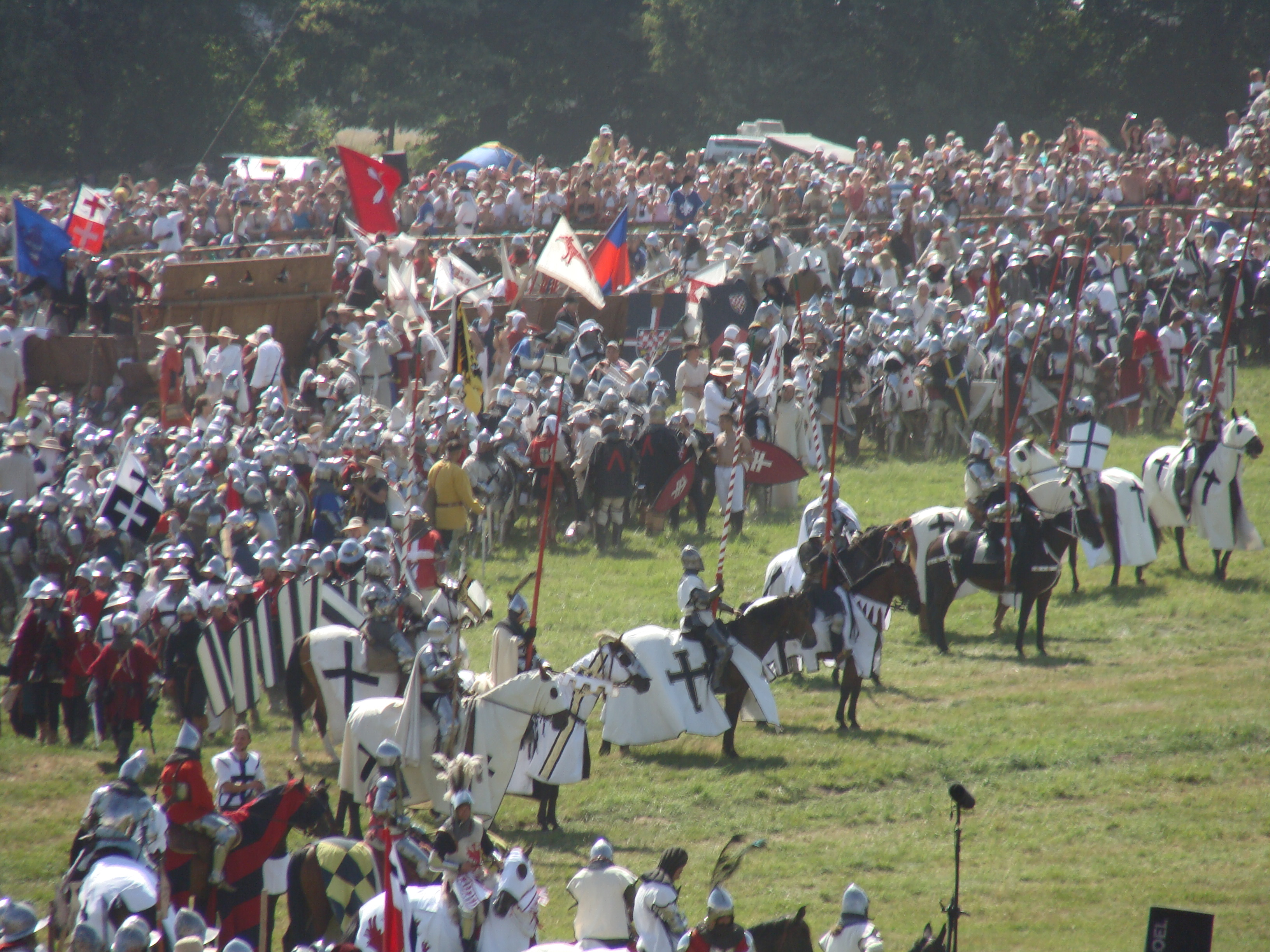

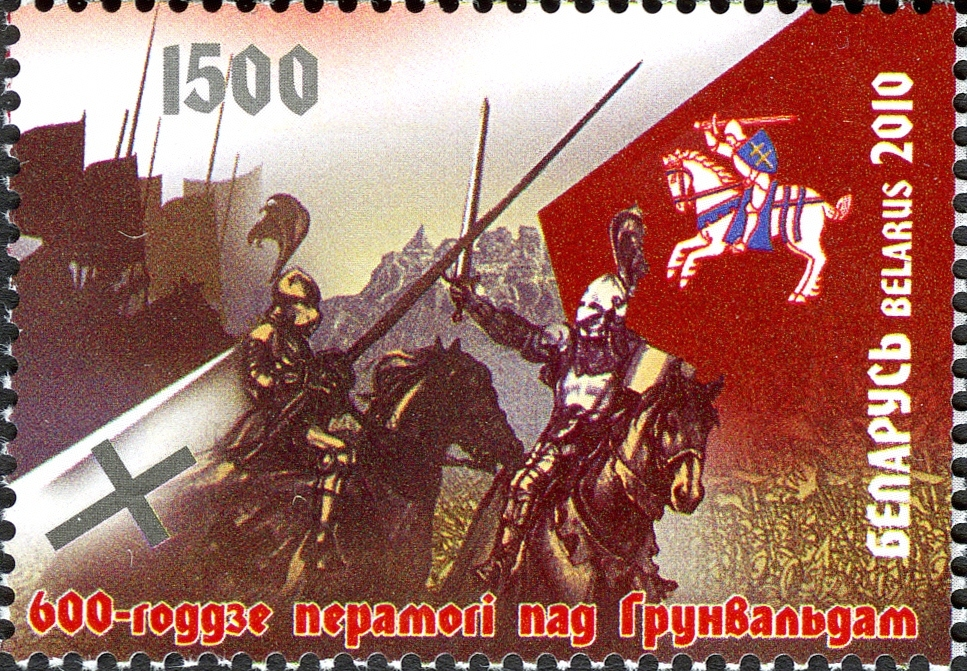
Białoruski znaczek pocztowy wydany z okazji 600-lecia bitwy

Obchody 600-lecia bitwy pod Grunwaldem – uroczyste upamiętnienie jednej ze średniowiecznych bitew, w której brało udział zjednoczone rycerstwo polskie i litewskie, przeprowadzone w 2010 roku.
W 2010 przypadła 600 rocznica bitwy pod Grunwaldem, w której wojska krzyżackie zostały pokonane przez zjednoczone siły polsko-litewskie. W związku z obchodami wiele instytucji państwowych i społecznych postanowiło upamiętnić to ważne z punktu widzenia historii Europy Środkowo-Wschodniej wydarzenie.

## Narodowy Bank Polski
Narodowy Bank Polski wyemitował srebrną monetę o nominale 10 zł o nazwie Wielkie bitwy – Grunwald. Po raz pierwszy w historii monety kolekcjonerskie NBP zostały zaprojektowane w kształcie klipy. Ponadto NBP wyemitował okrągłą dwuzłotówkę o nazwie Wielkie bitwy – Grunwald, Kłuszyn ze stopu Nordic gold.

## Na szczeblu ministerialnym
W dniu 14 stycznia 2010 w Arkadach Kubickiego na Zamku Królewskim w Warszawie odbyła się Konferencja Inaugurująca obchody 600-lecia bitwy pod Grunwaldem. Organizatorem konferencji było Ministerstwo Kultury i Dziedzictwa Narodowego przy współudziale Narodowego Centrum Kultury. Podczas konferencji zaprezentowany został ramowy plan obchodów oraz spot telewizyjny w reżyserii Tomasza Bagińskiego. Uczestnicy mogli też zobaczyć fragmenty odnowionej cyfrowo wersji filmu Krzyżacy w reżyserii Aleksandra Forda.
List intencyjny w sprawie wspólnej organizacji obchodów 600. rocznicy bitwy pod Grunwaldem, podpisali 15 marca 2010 Vytautas Umbrasas i Piotr Żuchowski, odpowiednio wiceminister obrony kraju Republiki Litewskiej oraz sekretarz stanu w Ministerstwie Kultury i Dziedzictwa Narodowego Rzeczypospolitej Polskiej. Porozumienie dotyczyło wspólnych działań informacyjnych oraz wspólnej kampanii promocyjnej najważniejszych projektów kulturalnych związanych z tą inicjatywą. W czasie uroczystości zaprezentowano wielojęzyczną oficjalną wspólną stronę obchodów rocznicowych. Uroczystości centralne na Polach Grunwaldzkich, nad którymi patronat objęli wspólnie prezydent elekt Rzeczypospolitej Polskiej Bronisław Komorowski i prezydent Republiki Litewskiej Dalia Grybauskaitė zaplanowano na dzień 15 lipca 2010. Organizatorami ze strony polskiej zostało Ministerstwo Kultury i Dziedzictwa Narodowego wraz z Narodowym Centrum Kultury.
Narodowe Centrum Kultury już wcześniej ogłosiło nabór wniosków o dofinansowanie inicjatyw w programie „Grunwald”. Do 15 lutego 2010 wpłynęła tak duża liczba wniosków, iż drugi nabór, którego datę końcową nadsyłania projektów ustalono na 15 kwietnia 2010, został odwołany. Cele programu „Grunwald” były następujące:
- ukazanie znaczenia geopolitycznego jednej z największych bitew średniowiecza,
- podkreślenie znaczenia bitwy pod Grunwaldem w procesie historycznym, który doprowadził do zawiązania unii lubelskiej
- ukazanie roli bitwy w ukształtowaniu wschodniego kierunku polskiej polityki XV wieku w kontekście współczesnych uwarunkowań geopolitycznych
- opisanie etosu rycerskiego i jego znaczenia dla dzisiejszej kultury
- ukazanie Bogurodzicy, jako arcydzieła staropolszczyzny i pierwszego hymnu polskiego.

Zdecydowano o doinwestowaniu następujących projektów:
- Historyczny przemarsz wojsk Władysława II Jagiełły z Sulejowa pod Grunwald (Stowarzyszenie Inowłodzkie Bractwo Rycerskie)
- Spotkania pod Grunwaldem – bezpłatny dodatek do czasopisma „Spotkania z Zabytkami” (Fundacja Hereditas)
- Szanujemy historię z myślą o przyszłości (Związek Ochotniczych Straży Pożarnych Rzeczypospolitej Polskiej)
- Most do Zwycięstwa – inscenizacja, pochód, konkursy, plener malarski (Fundacja Oświecenia Publicznego)
- Przygoda z historią – Rycerskim szlakiem (Chorągiew Łódzka ZHP Hufiec Zgierz)
- 10/1410 – 10 godzin, które zmieniły Europę. Grunwald 2.0/10 (Fundacja Pobóg)
- Henryk Leśniowski, Romuald Odoj „Tajemnice grunwaldzkiego pobojowiska” (Towarzystwo Naukowe im. Wojciecha Kętrzyńskiego w Olsztynie)
- „W przeźroczu symbolu grunwaldzkiego” (Polskie Towarzystwo Historyczne Oddział w Olsztynie)
- Rycerz średniowieczny wzorem współczesnego harcerza – Grunwald 2010 (Chorągiew Warmińsko-Mazurska ZHP Hufiec Lidzbark Wielki ZHP)
- Wydanie publikacji „Miasta, zamki, klasztory. Państwo Zakonu Szpitala Najświętszej Marii Panny Domu Niemieckiego (Stowarzyszenie pokolenie)
- Transgraniczna Wyprawa Rowerowa „Puszcza Białowieska – Grunwald – Malbork 2010” (Stowarzyszenie Samorządów Euroregionu Puszcza Białowieska)
- „Rycerze Bogurodzicy – Taczów 2010” (Gminna Biblioteka Publiczna w Zakrzewie)
- Konferencja „Bitwy decydujące o losach Europy Środkowej” (Muzeum Historii Polskiego Ruchu Ludowego)
- Wystawa jubileuszowa „50 lat premiery filmu Krzyżacy” Aleksandra Forda w 600 rocznicę Bitwy pod Grunwaldem (Muzeum Kinematografii w Łodzi)
- „Chwała rycerskości” – cykl audycji telewizyjnych (Centrum Edukacji i Inicjatyw Kulturalnych w Olsztynie).

## Inicjatywy regionalne i miejskie

### Dni Grunwaldu 2010
Największą inicjatywą związaną z obchodami 600-lecia bitwy pod Grunwaldem była organizacja inscenizacji historycznej „Bitwa pod Grunwaldem”. Na stronie internetowej organizatorów ogłoszono program obejmujący większość wydarzeń kulturalnych związanych z inscenizacją, które zaplanowano na dni od 12 lipca do 18 lipca 2010 na Polach Grunwaldzkich. Sama inscenizacja zaplanowana została na sobotę 17 lipca. Głównym organizatorem tej imprezy ogłoszony został wójt gminy Grunwald. Za część historyczną odpowiedzialnymi wybrani zostali Krzysztof Górecki i Jacek Szymański.

#### Widowisko „Bitwa pod Grunwaldem” 17 lipca 2010
Od 1998 grupa rekonstruktorów kultury materialnej średniowiecza organizowała w soboty najbliższe rocznicy bitwy, a więc 15 lipca, inscenizacje historyczne w miejscu wydarzeń z 1410. W 600. rocznicę  w przygotowanie widowiska zaangażowała się większa niż do tej pory grupa społeczników.

### Obchody w Łódzkiem
Przygotowania do wojewódzkich obchodów 600-lecia rozpoczęły się w lipcu 2009. 29 września 2009 ukonstytuował się komitet organizacyjny. Koordynatorem został Franciszek Jagielski przewodniczący Inowłodzkiego Bractwa Rycerskiego. Patronat nad obchodami 600-lecia bitwy pod Grunwaldem na Ziemi Łódzkiej objął Włodzimierz Fisiak, Marszałek Województwa Łódzkiego. Zaplanowano organizację następujących imprez kulturalno-oświatowych:
- przemarsz wojsk króla Jagiełły historycznym szlakiem z Sulejowa[8] przez Wolbórz, Lubochnię, Żelechlinek, Głuchów, Wysokienice, Samice, Dębową Górę i Skierniewice do przeprawy przez Wisłę w Czerwińsku,
- rajd rowerowy Szlakiem Grunwaldzkim (Starostwo Wieluńskie),
- projekcje filmów historycznych,
- koncerty organowe muzyki średniowiecznej w kościołach parafialnych (Stowarzyszenie Doliny Pilicy),
- zasadzenie 600 krzewów róż pod opactwem w Sulejowie,
- sesja popularnonaukowa dotycząca bitwy pod Grunwaldem,
- konkursy literackie i plastyczne w gminach, leżących na trasie wędrówki wojsk Jagiełły.

Z okazji 600-lecia Grunwaldu wytyczono na terenie województwa Szlak Grunwaldzki.

### Projekt „Grunwald 2010” w Krakowie
Projekt zrealizowano przy udziale finansowym Gminy Miejskiej Kraków. Partnerami miasta w realizacji projektu byli: Ministerstwo Kultury i Dziedzictwa Narodowego, Akademia Muzyczna w Krakowie oraz grupa Twórcza Castello. W ramach projektu zaplanowano:
- wystawę historyczną na Zamku Królewskim na Wawelu pod patronatem prezydenta RP Lecha Kaczyńskiego Na znak świetnego zwycięstwa, której uroczyste otwarcie zaplanowano na 14 lipca 2010 (m.in. prezentacja zdobytych chorągwi, trofeów rozesłanych przez króla Jagiełłę do najważniejszych kościołów Królestwa Polskiego, ekspozycja panoramy Zygmunta Rozwadowskiego i Tadeusza Popiela powstałej z okazji obchodów 500. rocznicy zwycięstwa zorganizowanych w Krakowie w 1910 – obecnie w zbiorach Muzeum Historycznego we Lwowie)[9],
- konkurs kompozytorski o zasięgu ogólnopolskim Wawel: musica festiva w 600-lecie Bitwy pod Grunwaldem
- ogólnopolski konkurs na komiks inspirowany Bitwą Grunwaldzką (wygrała praca Pod Grunwaldzkim Mieczem Marty Grabowskiej z Uniwersytetu Łódzkiego)[10]
- regionalny konkurs plastyczny na projekt znaczka pocztowego „600. rocznica Bitwy pod Grunwaldem”[10]

### Rok Grunwaldzki w Malborku
Liczne inicjatywy związane z obchodami rocznicowymi przedsięwzięto w Muzeum Zamkowym w Malborku. Wśród nich:
- Henryka von Plauen obrona Malborka – międzynarodowa gra historyczna (finał 7-13 czerwca)
- ogólnopolskie konkursy: literacki i plastyczny – Nasze zmagania z Grunwaldem
- VIII Bałtycki Festiwal Nauki Rozbieramy Matejkę (27-28 maja 2010)
- wystawa Fundacje artystyczne na terenie państwa krzyżackiego w Prusach (10 czerwca – 12 września)
- promocja książki „Wojna Polski i Litwy z zakonem krzyżackim w latach 1409–1411” (2 lipca)
- 50-lecie powstania filmu Aleksandra Forda „Krzyżacy” (10 lipca – 31 sierpnia)

## Społeczne inicjatywy indywidualne i grupowe

### Haftowana „Bitwa pod Grunwaldem”
Grupa rękodzielników podjęła inicjatywę wyhaftowania obrazu Bitwa pod Grunwaldem Jana Matejki. Wzór ostatecznie składał się z 40 części, które w całości dały dzieło o wymiarze 9,87 m x 4,26 m. Szacunkowy koszt wyniósł 310 tys. zł, szacunkowy realny czas haftowania 4,5 roboczo lat (bardzo sprawny hafciarz). W projekt zaangażowała się grupa kilkunastu wprawionych hafciarek.

### „Bitwa pod Grunwaldem” z klocków Lego
W siedzibie Muzeum Techniki i Przemysłu NOT w Pałacu Kultury i Nauki w Warszawie otwarto 10 lipca 2010 wystawę Bitwa pod Grunwaldem i nie tylko – Świat klocków Lego, na której zaprezentowano m.in. makietę bitwy o powierzchni 6 m² wykonaną z klocków Lego przez członków klubu LUGPol. Tłem dla makiety był obraz Mała bitwa pod Grunwaldem Tomasza Jaxy-Kwiatkowskiego, będący kopią w skali 1:3 pierwowzoru autorstwa Jana Matejki.

### Restauracja obrazu „Bitwa pod Grunwaldem” Jana Matejki
Muzeum Narodowe z okazji 600-lecia bitwy postanowiło przeprowadzić prace restauracyjne zabytkowego obrazu z 1878. Ministerstwo Kultury i Dziedzictwa Narodowego zadeklarowało przekazanie na ten cel 850 tys. zł. Przy tej okazji reżyser animacji Tomasz Bagiński wraz z kompozytorem Stanisławem Syrewiczem podjęli się próby stworzenia rekonstrukcji obrazu w przestrzeni 3D.

### Album ze zdjęciami Adama Bujaka
Z okazji obchodów wydano album Chwała Grunwaldu ze zdjęciami z plenerowych inscenizacji bitwy Adama Bujaka. Oprócz fotografii z samych rekonstrukcji zamieszczono w nim zdjęcia zamków i warowni leżących zarówno na terenie ówczesnej Korony (Wawel, Czorsztyn, Kazimierz Dolny) oraz terenów zakonnych (Malbork, Gniew i Toruń). Użyto fragmentów dzieł kronikarskich Jana Długosza.

### Koncert na Świętym Krzyżu
Filharmonia Świętokrzyska zaprezentowała 23 maja 2010 w Sanktuarium na Świętym Krzyżu program Gaude Mater Polonia – 600-lecie bitwy pod Grunwaldem. W programie znalazły się m.in.: pieśń Bogurodzica anonimowego autora, Ave verum corpus D-dur KV 618 Wolfganga Amadeusa Mozarta oraz Gloria RV 589 Antonia Vivaldiego.

### Pamiątkowy Krzyż 600-lecia Bitwy pod Grunwaldem
Odznaczenie ustanowione Uchwałą Rady Regencyjnej UPUM nr 10/09 z 5 października 2009 w związku ze zbliżającym się jubileuszem bitwy grunwaldzkiej. Nadawane Uchwałą Kapituły Odznaczeń UPUM osobom fizycznym za popularyzowanie polskiej tradycji rycerskiej i wojskowej. Jest to odznaczenie jednostopniowe, nadawane jednorazowo.

### Mural w Krakowie
15 lipca 2010 na ścianach wiaduktu estakady Obrońców Lwowa odsłonięto malowidło przedstawiające dwie wybrane sceny z obrazu Jana Matejki.